# 80-ті роковини трагедії в Бабиному Яру (монета)
«80-ті роковини трагедії в Бабиному Яру» — ювілейна монета номіналом 5 гривень, випущена Національним банком України, присвячена 80-м роковинам голокосту, який сталався в урочищі Бабин Яр у Києві під час Другої світової війни.
Монету введено в обіг 27 вересня 2021 року. Вона належить до серії «Інші монети».

## Опис та характеристики монети
| Номінал грн. | Метал      | Маса, грам | Діаметр, мм. | Якість виготовлення       | Гурт     | Тираж, штук |
| ------------ | ---------- | ---------- | ------------ | ------------------------- | -------- | ----------- |
| 5            | нейзильбер | 16.54      | 35,0         | спеціальний анциркулейтед | рифлений | 40 000      |

Із загального тиражу 20 000 монет випущено в сувенірній упаковці.

### Аверс
На аверсі монети праворуч розміщено малий Державний Герб України, під яким діагонально до центра зверху вниз напис «УКРАЇНА». Ліворуч зазначено номінал «5» і напис «ГРИВЕНЬ» (під яким діагонально до центра зверху вниз). В центрі розташований фрагмент топографічного зображення Бабиного Яру, пронизаний концентратичними колами, як символ мішені. На цьому фоні розташоване пронизане кулею серце. Угорі півколом розташований напис «БАБИН ЯР 1941». Рік карбування монети — 2021 розташований унизу. Також праворуч угорі розташовано унизу. Логотип Банкнотно-монетного двору Національного банку України.

### Реверс
На реверсі монети зображено антропоморфні фігури, що нібито лежать під землею та уособлюють розстріляні сім'ї (художньо-образна композиція, яка символізує трагедію Бабиного Яру). Напис: «80-ТІ РОКОВИНИ ТРАГЕДІЇ В БАБИНОМУ ЯРУ» розміщено вгорі реверса монети.

## Автори

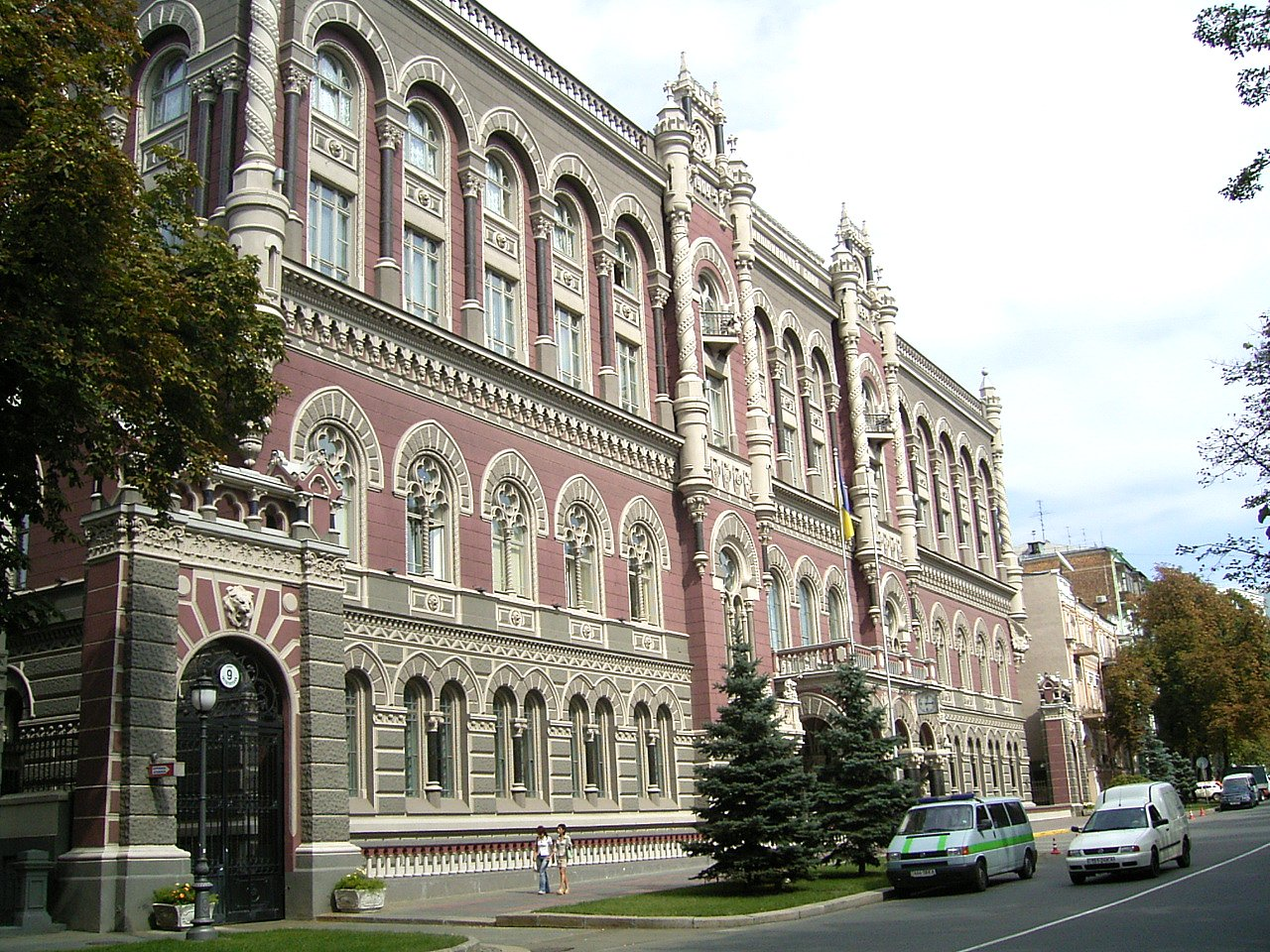
Будівля Національного банку України

- Художник: Таран Володимир, Харук Олександр, Харук Сергій
- Скульптори: аверс: Дем'яненко Володимир, Атаманчук Володимир;  реверс: програмне моделювання: Лук'янов Юрій.

## Вартість монети
Роздрібна ціна Національного банку України 55 гривень, а в сувенірній упаковці — 84 гривні.
Фактична приблизна вартість монети, з роками змінювалася так:
| Рік       | 2022 | 2023 | 2024 | 2025 |
| --------- | ---- | ---- | ---- | ---- |
| Ціна, грн | 80   | 95   | 155  | 170  |